# Прогресс мировых рекордов в эстафете 4 × 100 м у мужчин вольным стилем в 25-метровом бассейне
Прогресс мировых рекордов в эстафете 4×100 метров вольным стилем у мужчин в 25-метровом бассейне — эта статья включает в себя прогрессию мирового рекорда и показывает хронологическую историю мировых рекордов в эстафете 4×100 метров вольным стилем у мужчин в 25-метровом бассейне. Эстафета 4×100 метров вольным стилем — это эстафета, в которой каждый из четырех пловцов команды последовательно проплывает 100-метровый отрезок вольным стилем. Мировые рекорды ратифицируется и регламентируются ФИНА. 13 марта 2014 года, ФИНА официально ратифицировала восемь мировых рекордов, установленных пловцами Университета Индианы в эстафете на короткой воде, состоявшейся 26 сентября 2013 года в Блумингтоне.
Пловец, стартовавший на первом этапе эстафеты, за исключением смешанных эстафет, может заявить о попытке установить рекорд мира или юношеский рекорд мира. Если он закончит свой этап в рекордное время в соответствии с правилами прохождения этой дистанции, то его результат не может быть аннулирован из-за последующей дисквалификации эстафетной команды за нарушения, совершенные после окончания пловцом дистанции.
Прогресс мировых рекордов в эстафете 4×100 метров вольным стилем у мужчин в 25-метровом бассейне
| Номер | Время    | Имя                                                                                              | Национальность | Дата               | Соревнование       | Место                              | Прим.  |
| ----- | -------- | ------------------------------------------------------------------------------------------------ | -------------- | ------------------ | ------------------ | ---------------------------------- | ------ |
| 1     | 3: 14.00 | Томми Вернер (48.33) Андерс Хольмерц (49.07) Михаэль Седерлунд (49.10) Йоаким Хольмквист (47.50) | Швеция         | 19 марта 1989 г.   | Чемпионат Швеции   | Мальме, Швеция                     | [ 3 ]  |
| 2     | 3:13.97  | Густаво Боржес (48.19) Фернандо Шерер (47.95) Хосе Карлос Соуза (49.37) Теофило Феррейра (48.46) | Бразилия       | 7 июля 1993 г.     | Чемпионат Бразилии | Сантус, Бразилия                   | [ 4 ]  |
| 3     | 3:12.11  | Фернандо Шерер (48.27) Теофило Феррейра (48.28) Хосе Карлос Соуза (48.90) Густаво Борхес (46.66) | Бразилия       | 5 декабря 1993 г.  | Чемпионат мира     | Пальма-де-Майорка, Испания         | [ 5 ]  |
| 4     | 3:10.45  | Фернандо Шерер (47.27) Карлос Джейме (48.49) Александр Массура (47.93) Густаво Боржес (46.76)    | Бразилия       | 20 декабря 1998 г. | Чемпионат Бразилии | Рио-де-Жанейро , Бразилия          | [ 6 ]  |
| 5     | 3:09,57  | Йохан Нюстрём (49,04) Ларс Фреландер (45,69) Маттиас Олин (47,87) Стефан Нистранд (46,97)        | Швеция         | 16 марта 2000 г.   | Чемпионат мира     | Афины, Греция                      | [ 7 ]  |
| 6     | 3:08,44  | Райан Лохте (47,09) Брайан Лундквист (46,64) Натан Адриан (46,57) Дуг Ван Ви (48,14)             | США            | 9 апреля 2008 г.   | Чемпионат мира     | Манчестер, Соединенное Королевство | [ 8 ]  |
| 7     | 3:04.98  | Грегори Малле (47,41) Фабьен Жило (44,92) Уильям Мейнар (47,65) Фредерик Буске (45,00)           | Франция        | 20 декабря 2008 г. | Чемпионат Франции  | Истр, Франция                      | [ 9 ]  |
| 8     | 3:03.30  | Натан Адриан (45,08) Мэтт Греверс (44,68) Гарретт Вебер-Гейл (47,43) Майкл Фелпс (46,11)         | США            | 19 декабря 2009 г. | Дуэль в бассейне   | Манчестер, Соединенное Королевство | [ 10 ] |
| 9     | 3:03.03  | Калеб Дрессел (45,66) Блейк Пьерони (45,75) Майкл Чедвик (45,86) Райан Хелд (45,76)              | США            | 11 декабря 2018 г. | Чемпионат мира     | Ханчжоу, Китай                     | [ 11 ] |
| 10    | 3:02.75  | Алессандро Миресси(46.15) Паоло Конте Бонин(45,93) Леонардо де Плано(45.54) Томас Чеккони(45.13) | Италия         | 13 декабря 2022 г. | Чемпионат мира     | Мельбурн, Австралия                | [ 12 ] |
| 11    | 3:01.66  | Джек Алекси(45,05) Люк Хобсон(45,18) Киран Смит (46,01) Крис Джулиано (45,42)                    | США            | 10 декабря 2024 г. | Чемпионат мира     | Будапешт, Венгрия                  |        |

Примечания: # — рекорд ожидает ратификации в FINA;
Рекорды в стадиях: к — квалификация; пф — полуфинал; э — 1-й этап эстафеты; эк −1-й этап эстафеты квалификация; б — финал Б; † — в ходе более длинного заплыва; зв — заплыв на время.